# 蛭子町 (名古屋市)
蛭子町（えびすまち）は、愛知県名古屋市中区の地名。

## 歴史

### 町名の由来
摂津西宮の恵比須の代官の居住地であったことに由来する。

### 沿革
- 1878年（明治11年）12月20日 - 下日置町の一部により蛭子町として成立[1]。
- 1889年（明治22年）10月1日 - 名古屋市成立に伴い、同市蛭子町となる[2]。
- 1908年（明治41年）4月1日 - 中区成立に伴い、同区蛭子町となる[1]。
- 1974年（昭和49年）5月11日 - 住居表示実施に伴い、松原二丁目および同三丁目に編入される[1]。
- 1977年（昭和52年）5月8日 - 正木一丁目に編入され消滅[2]。